# إقليم مكران
مُكران الإقليم الجنوبي بمحافظة سيستان وبلوتشستان في إيران، ويطل على بحر عمان. وإقليم مكران الإيراني جزء من بلاد مكران الممتدة بين إيران وباكستان.
كان الاسم القديم لأرض بلوچستان هو "مـُكا"، ومع مرور الوقت تغير الاسم إلى مـُكران، وهي الآن القطاع الجنوبي من محافظة سیستان وبلوچستان. ومـُكران أصبح يطلق عليها بلوچستان منذ استقرت بها القبائل البلوشية. وترجع الآثار المكتشفة في المنطقة إلى 3000 ق.م. والبلوش يختلفون عرقياً ولغوياً عن الفرس ويتحدثون باللغة البلوشية لغتهم القومية، غربهم، والبنجاب، شرقهم. والبلوش قومية سامية وهم السكان الأصليون لبلوشستان.

## اقرأ أيضاً
- مكران.
- بلوش.